# Limmu Kosa
Pour les articles homonymes, voir Limu.
Limmu Kosa ou Limu Kosa (en oromo : Limmuu Kossaa) est un woreda de l'ouest de l'Éthiopie situé dans la zone Jimma de la région Oromia. Il a 161 338 habitants en 2007 et son centre administratif est Limu Genet.

## Situation
Limitrophe de la zone Buno Bedele, le woreda Limmu Kosa est entouré dans la zone Jimma par Limmu Sakka, Chora Botor, Tiro Afeta, Kersa, Mana et Gomma.
Son chef-lieu est Limu Genet, également appelé Genet ou Suntu, qui se trouve vers 1 700 m d'altitude, environ 75 km au nord de Jimma,.
Les localités d'Ambuye et Babu, qui se trouvent plus au sud sur la route en direction de Jimma font partie du woreda. En revanche la localité de Kosa située un peu plus loin sur la même route et qui pourrait être à l'origine du nom « Limmu Kosa »[réf. souhaitée], semble en dehors des limites actuelles du woreda.
Bordé au nord-est par le cours amont de la rivière Didessa dans le bassin versant du Nil Bleu, le woreda est principalement arrosé par la rivière Gibe qui prend sa source aux environs d'Ambuye et fait partie du bassin versant de l'Omo.

## Population
Le recensement national de 2007 fait état pour le woreda d'une population totale de 161 338 habitants dont 9 % de citadins.
Limu Genet qui a 9 993 habitants en 2007 est la principale agglomération, les deux autres agglomérations recensées sont Ambuye et Babu qui ont 2 451 et 2 398 habitants respectivement à la même date.
La majorité des habitants du woreda (73 %) sont musulmans, 24 % sont orthodoxes et 3 % sont protestants.
En 2022, la population du woreda est estimée à 235 584 personnes avec une densité de population de 179 personnes par km2 et 1 316 km2 de superficie.